# Ferdinand von Lütcken
Hermann Ferdinand von Lütcken (* 10. Februar 1837 in Stade; † 25. August 1898 in Königstein im Taunus) war ein preußischer General der Infanterie.

## Leben

### Herkunft
Er war der Sohn des gleichnamigen Ferdinands von Lütcken († 1870) und dessen Ehefrau Lisette, geborene Wynecken († 1880). Sein Vater war Rittmeister a. D., zuletzt im Hannoverschen Husarenregiment.

### Militärkarriere
Lütcken besuchte das Gymnasium und war anschließend Kadett in Hannover. Am 1. April 1856 trat er als Portepeefähnrich in das 3. Jäger-Bataillon der Hannoverschen Armee ein. Im November 1856 wurde Lütcken mit der Beförderung zum Sekondeleutnant in das Garde-Jäger-Bataillon versetzt und avancierte hier Mitte Mai 1860 zum Premierleutnant. Als solcher absolvierte er von Oktober 1860 bis April 1862 die Militärakademie in Hannover. Ab Dezember 1863 befand Lütcken sich für ein Jahr bei der Bundesexekutionstruppe in Holstein. Während des Krieges gegen Preußen fungierte er dann 1866 als persönlicher Adjutant des Generals von dem Knesebeck bei der 1. Infanterie-Brigade und nahm an der Schlacht bei Langensalza teil. Dafür erhielt Lütcken das Ritterkreuz II. Klasse des Ernst-August-Ordens.
Nach dem verlorenen Krieg und der Annexion des Königreiches Hannover durch Preußen wurde Lütcken in den Verband der Preußischen Armee übernommen. Er kam in das 6. Brandenburgische Infanterie-Regiment Nr. 52 und wurde mit seiner Beförderung zum Hauptmann am 16. März 1869 Chef der 9. Kompanie in Spremberg. Mit seinem Regiment nahm Lütcken 1870/71 während des Krieges gegen Frankreich an der Schlacht bei Spichern teil und wurde in der Schlacht bei Mars-la-Tour durch einen Schuss in den linken Oberschenkel verwundet. Für seine Leistungen erhielt er das Eiserne Kreuz II. Klasse. Nach dem Friedensschluss wurde Lütcken Mitte April 1874 als Adjutant zum Generalkommando des I. Armee-Korps nach Königsberg kommandiert. Unter Belassung in diesem Kommando wurde er am 15. Juni 1875 in das 5. Westfälische Infanterie-Regiment Nr. 53 sowie am 3. Februar 1876 in das 7. Westfälische Infanterie-Regiment Nr. 56 versetzt. Als Major folgte am 7. November 1876 unter Entbindung von seinem Kommando beim Generalkommando die Versetzung in das 4. Garde-Regiment zu Fuß. Im Januar 1877 trat er zum Regimentsstab über und wurde am 11. Juni 1879 Kommandeur des II. Bataillons im Kaiser Alexander Garde-Grenadier-Regiment Nr. 1 in Berlin. In dieser Eigenschaft wurde Lütcken am 15. November 1883 Oberstleutnant. Als Oberst kommandierte er dann vom 5. Februar 1887 bis zum 26. Januar 1890 das 3. Garde-Grenadier-Regiment „Königin Elisabeth“. Anschließend beauftragte man Lütcken unter Stellung à la suite des Regiments mit der Führung der 3. Garde-Infanterie-Brigade, um ihn am 24. März 1890 als Generalmajor zum Kommandeur dieses Großverbandes zu ernennen. Mit seiner Beförderung zum Generalleutnant avancierte Lütcken schließlich am 18. April 1893 zum Kommandeur der 4. Division. Am 13. Mai 1897 wurde er mit der gesetzlichen Pension zur Disposition gestellt.
Nach seiner Verabschiedung wurde ihm am 10. September 1897 noch der Charakter als General der Infanterie verliehen.

### Familie
Lütcken hatte sich 1865 mit Louise von Uslar verheiratet.